# E.Leclerc
E.Leclerc (Eigenschreibweise bis 2012: E.LECLERC) ist eine französische Einzelhandelskette, seit 2001 mit Sitz in Ivry-sur-Seine. Der Name des Unternehmens leitet sich von Namen seines Gründers Édouard Leclerc (1926–2012) ab. Das Unternehmen betreibt in der Heimat Frankreich, aber auch Andorra, Polen, Portugal, Slowenien, Luxemburg und Spanien vor allem Lebensmittelgeschäfte. 
In den sogenannten Hypermärkten, die den Großteil der Filialen ausmacht, werden neben Nahrungsmitteln inklusive verderblicher Frischwaren, wie Fisch, Fleisch und Käse, auch Non-Food-Sortimente wie Bekleidung, Spielzeug und Haushaltswaren angeboten. Die Märkte liegen meist nicht „auf der grünen Wiese“, sondern in ortsnahen Gewerbegebieten (centre commercial). In der Regel ist ihnen eine Tankstelle angeschlossen. E.Leclerc ist auch im Leihwagengeschäft tätig und vermietet an über 500 Mietwagenstationen Personenwagen und Transporter. Darüber hinaus betreibt das Unternehmen auch Super- und Verbrauchermärkte. 
2022 beschäftigte es in Frankreich rund 140.000 Mitarbeiter. Im Zeitraum vom 20. März 2023 bis 16. April 2023 erreichte E.Leclerc auf dem französischen Markt einen Marktanteil von 23,1 Prozent und ist damit Marktführer.

## Geschichte

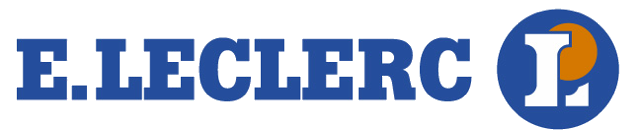
Ehemaliges E.Leclerc-Logo (bis 2012)

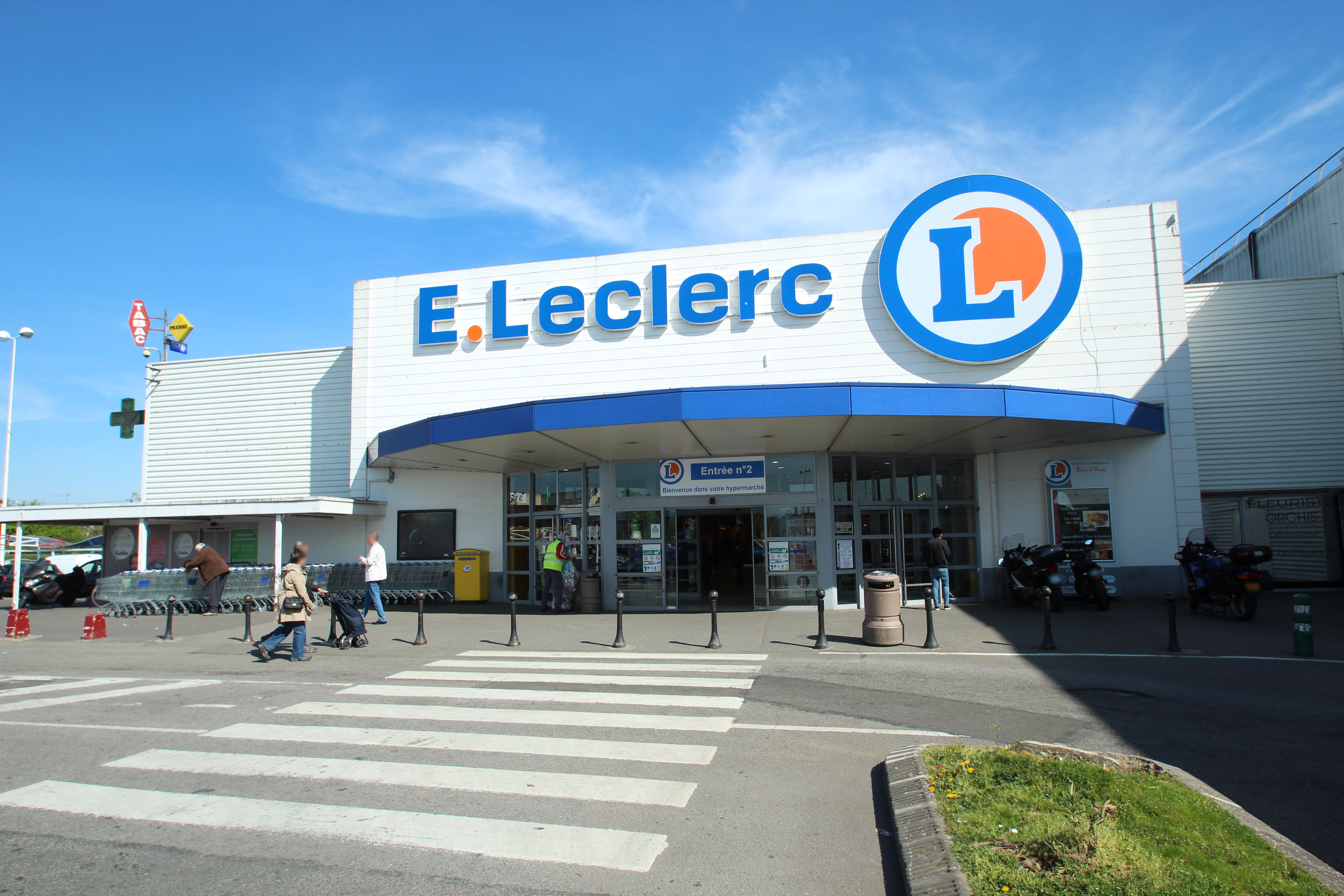
E.Leclerc-Markt in Bois-d'Arcy

Im Dezember 1949 eröffnete Édouard Leclerc in Landerneau in der Bretagne auf 16 m² sein erstes Geschäft nach dem Vorbild des 1844 von Félix Potin erfundenen Selbstbedienungs-Lebensmittelgeschäftes. Frisch von der Schule investierte Leclerc seine Ersparnisse (nach heutigem Wert: 150 Euro) in ein paar Regale und Packungen von Biscuits, die er direkt beim Produzenten gekauft hatte. Seine Geschäftsidee war: ein Einzelhandelsgeschäft, das den Konsumenten Produkte zum Großhandelspreis anbietet – mit wenigen Produkten, spärlicher Ladeneinrichtung und Selbstbedienung.
1956 wurde die Bekleidungskette Leclerc vêtements gegründet. Ein weiterer Unternehmensmeilenstein konnte 1967 erreicht werden, als im Oktober 1967 in Mainvillers der erste große E.Leclerc-Supermarkt mit 1.500 m² Fläche eröffnet werden konnte. Zu einem Einschnitt in der Unternehmensgeschichte kam es am 15. September 1969, als 92 Mitglieder der Kette, unter Führung von Jean-Pierre Le Roch, ihrem Vorstand Édouard Leclerc mitteilten, dass sie aus der Kette austreten würden. Die Märkte, die fortan Intermarché heißen, formierten sich unter der neu gegründeten Ex-Offices de distribution. Am 7. Dezember 1969 wurde mit 4.000 m² Verkaufsfläche der erste Hypermarkt in Gouesnou eröffnet. 1979 gründete E.Leclerc die Erdölimportgesellschaft SIPLEC. In den 1980er-Jahren wurde das Angebot auf Schmuck, Reisen, Parapharmazie und Autos ausgebaut. Zu Beginn der 1990er-Jahre erfolgte die Expansion in andere europäische Länder. Am 20. Juli 1992 eröffnete E.Leclerc seinen ersten Markt im spanischen Pamplona. Zwei Jahre später konnte man den im März 1992 eröffneten Markt Pan de Azúcar in Ciudad Real übernehmen und auf E.Leclerc umflaggen. Der nächste Markteintritt folgte ein Jahr später, 1995 in der polnischen Hauptstadt Warschau. Parallel dazu konnte im November 1995 auch in Portugal der erste Markt eröffnen. 1996 beendete E.Leclerc die Ausgabe von Einmalplastiktüten.
Neben Spanien, Polen und Portugal expandierte man auch nach Slowenien. In Ljubljana konnte im Juni 2000 der erste Hypermarkt eröffnet werden. Am 18. Mai 2001 eröffnete in Salamanca ein weiterer spanischer Markt. Gemeinsam mit den europäischen Handelsunternehmen Conad aus Italien, Colruyt aus Belgien, Coop Schweiz und der Rewe Group schloss man sich 2006 zur Einkaufsallianz Coopernic zusammen. Im November 2007 eröffnete im slowenischen Maribor ein 5.000 m² großer Markt. In Polen konnte 2009 ein weiteres Wachstum erzielt werden. Grund dafür war der Rückzug der Rewe vom dortigen Markt, alle 25 Billa-Filialen wurden von E.Leclerc übernommen. Ein Jahr später eröffnete im polnischen Ostrowiec Świętokrzyski der 100. Markt außerhalb Frankreichs.
Im Dezember 2010 wurden zwei Märkte, die von der andorranischen Familie Cachafeiro betrieben wurden, als E.Leclerc neueröffnet, dadurch folgte in Andorra der nächste Markteintritt. Im Herbst 2012 wurde das bisherige Logo erneuert. Das zuvor ausschließlich in Versalien gehaltene Logo wurde dabei modifiziert, die Kernfarben Blau und Orange blieben bestehen. Aufgrund von Differenzen schloss Coopernic im Herbst 2013 E.Leclerc aus. Im Juni 2016 kam es zur Gründung einer neuen Allianz zwischen der Rewe Group und E.Leclerc, die auf den Namen Eurelec lautet. Seit 2020 führt E.Leclerc keine Plastiktüten mehr und stellte auf Mehrwegalternativen um. Ende Juli 2023 wurde der Verkauf aller luxemburgischen Aktivitäten der Groupe Louis Delhaize, inklusive der beiden Cora-Hypermärkte, an E.Leclerc publik. Der Händler wird damit nach Luxemburg expandieren. Seit September 2023 wird in Frankreich auf gedruckte Prospekte verzichtet, es stehen nur noch digitale Angebotsseiten zur Verfügung.

## Anzahl Märkte
Aktuell (Stand: 23. August 2023) betreibt E.Leclerc folgende Anzahl an Märkten in folgenden Ländern:
- Frankreich: 560 Märkte, davon 391 Hypermärkte, 131 Supermärkte und 39 Fachgeschäfte
- Polen: 43 Märkte sowie 24 Tankstellen[12]
- Portugal: 20 Hypermärkte und ein Express-Supermarkt[28]
- Slowenien: 2 Hypermärkte[15]
- Spanien: 13 Hypermärkte[29]
- Luxemburg: 27 Märkte[30]